# 디옥시리보뉴클레오사이드
디옥시리보뉴클레오사이드(영어: deoxyribonucleoside)는 구성 성분으로 디옥시리보스를 포함하고 있는 뉴클레오사이드의 한 종류이다.
예로는 디옥시아데노신, 디옥시구아노신, 디옥시티미딘, 디옥시사이티딘 등이 있다.